# Петиція робітників і жителів Санкт-Петербурга 9 січня 1905 року
Петиція робітників і жителів Санкт-Петербурга 9 січня 1905 року — історичний документ, петиція або чолобитна, з якої петербурзькі робітники на чолі зі священиком Георгієм Гапоном йшли до царя Миколи II в день Кривавої неділі 9 (22) січня 1905 року. Петиція була складена 5—8 січня 1905 року Георгієм Гапоном і групою робітників — лідерів «Зборів російських фабрично-заводських робітників м. Санкт-Петербург» за участю представників демократичної інтелігенції. Петиція містила ряд вимог, частина з яких мала політичний, а частина економічний характер. Головною вимогою петиції було знищення влади чиновників і скликання народного представництва у формі Установчих зборів на основі загального, прямого, таємного і рівного голосування. Інші вимоги петиції ділилися на три частини: «Заходи проти невігластва і безправ'я російського народу», «Заходи проти злиднів народних» та «Заходи проти гніту капіталу над працею». Загальна кількість вимог доходило до сімнадцяти. Політичні вимоги петиції, які передбачали обмеження самодержавства, були розцінені урядом як «зухвалі» і стали причиною розігнання робітничої ходи.

## Ідея петиції

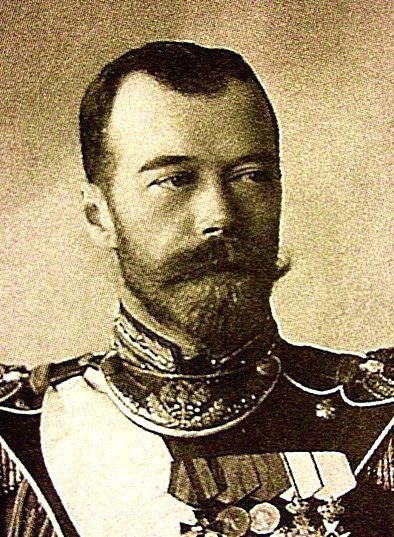
Імператор Микола II

Практика звернення до влади з проханнями повернення до глибокої старовини. У середньовіччі такі прохання нерідко іменувалися латинським словом петиція, яка пізніше перейшла в російську мову. На Русі такі прохання традиційно іменувалися чолобитними (від виразу «бити чолом» — віддавати земний уклін). У XVI—XVII століттях практика подачі владі чолобитних набула широке поширення. Для їх розгляду в Російській імперії був створений особливий Чолобитний наказ. На думку історика М. П. Павлова-Сильванського, «мирські» чолобитні XVII століття були прообразом петиції 9 січня 1905 року.
Ідея звернутися до царя з чолобитною про народні потреби належала священникові Георгію Гапону. Випускник Санкт-Петербурзької духовної академії, Гапон очолював з 1903 року найбільшу легальну робітничу організацію «Збори російських фабрично-заводських робітників м. Санкт-Петербург». Створене при заступництві петербурзького «градоначальства» і Департаменту поліції, «Збори» мали на меті об'єднання робітників для  взаємодопомоги, що повинно було послабити вплив на них революційної пропаганди. Однак, позбавлені належного контролю з боку влади, «Збори» швидко відійшли від заданих цілей. На зборах робітники почали відкрито обговорювати не тільки способи поліпшення побуту, але і способи боротьби робітників за свої права. У числі таких способів розглядалися як страйки так і більш радикальні методи.
Вперше задум звернутися до царя з чолобитною був висловлений Гапоном на початку 1904 року. У своїх мемуарах Гапон згадував, що на цю ідею його навели бесіди з Е. А. Наришкіною, статс-дамою при дворі царя Миколи II. За її словами, Микола II був добрию і чесною людиною, але позбавлений твердості характеру. В своїй уяві Гапон створив образ ідеального царя, який не мав нагоди показати себе, але від якого тільки і можна було очікувати порятунку Росії. «Я думав, — писав Гапон, — що, коли настане момент, він покаже себе з іншої сторони, вислухає свій народ і зробить його щасливим». За свідченням меншовика А. А. Сухова, вже в березні 1904 року Гапон охоче розвивав свою ідею на зустрічі з робітниками. «Народу заважають чиновники, — говорив Гапон, — а з царем народ зговориться. Тільки треба не силою свого домагатися, а проханням, по-старовинному». Приблизно в той же час їм була висловлена думка про звернення до царя колективно, «всім світом». «Треба всім нам просити, — говорив він на одному зібранні робітників. — Ми мирно підемо, і нас почують».

## Березнева «Програма п'яти»

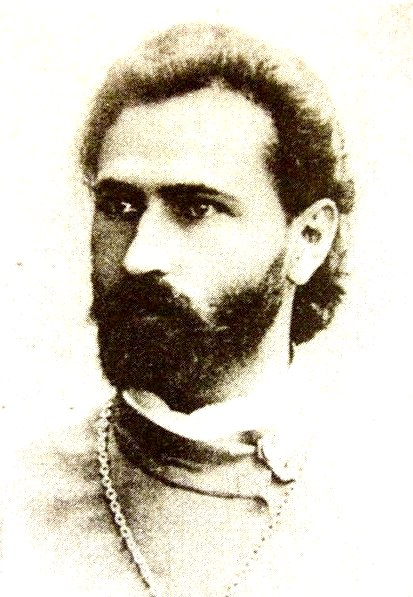
Священник Георгій Гапон

Перший начерк петиції був складений Гапоном у березні 1904 року і в історичній літературі дістав назву «Програми п'яти». Вже з кінця 1903 року Гапон зав'язав стосунки з впливовою групою робітників з Василівського острова, відомої під назвою групи Кареліна. Багато з них пройшли через соціал-демократичні гуртки, але мали тактичні розбіжності з соціал-демократичною партією. Прагнучи залучити їх до роботи у своїх «Зборах», Гапон переконував їх, що «Збори» мають на меті справжню боротьбу робітників за свої права. Однак робітників бентежив зв'язок Гапона з Департаментом поліції, і вони довго не могли перемогти в собі недовіру до загадкового священика. Щоб з'ясувати політичне обличчя Гапона, робітники запропонували йому прямо висловити свої погляди. «Що ви, товариші, не допомагаєте?» — нерідко питав їх Гапон, на що робітники відповідали: «Георгій Аполлонович, хто Ви такий, скажіть, — може бути, ми і будемо товаришами, а досі ми так про Вас нічого й не знаємо».
У березні 1904 року Гапон зібрав на своїй квартирі чотирьох робітників, зобов'язавши їх чесним словом, що все, що буде обговорюватися, залишиться в таємниці, виклав їм свою програму. У зборах брали участь робітники О. Є. Карелін, Д. В. Кузін, І. В. Васильєв та М. М. Варнашов. За розповіддю В. І. Павлова, Карелін в черговий раз запропонував Гапону розкрити свої карти. «Так, нарешті, скажіть нам, о. Георгій, хто Ви і що Ви. Яка Ваша програма і тактика, і куди і навіщо Ви нас ведете?» — «Хто я і що я, — заперечив Гапон, — я вам уже говорив, а куди і навіщо я вас веду… ось, дивіться», — Гапон і кинув на стіл списаний червоними чорнилом папір, в якому перераховувалися по пунктах потреби робочого люду. Це і був проект петиції 1905 року, а тоді вона розглядалася як програма гуртка «Зборів». Проект включав в себе три групи вимог: I. Заходи проти невігластва і безправ'я російського народу; II. Заходи проти злиднів народних III. Заходи проти гніту капіталу над працею, — і згодом цілком увійшов у першу редакцію гапонівської петиції.
Ознайомившись з текстом програми, робочі прийшли до висновку, що вона для них прийнятна. «Ми були вражені тоді, — згадував О. Є. Карелін. — Адже я все ж був більшовиком, з партією не порвав, допомагав їй, розбирався; Кузін був меншовиком. Варнашов і Васильєв, хоча і були безпартійними, проте чесні, віддані, добрі, розуміючі люди. І ось всі ми побачили, що те, що написав Гапон, ширше соціал-демократів. Ми і зрозуміли тут, що Гапон чесна людина, і повірили йому». М. М. Варнашов у своїх спогадах додавав, що «ні для кого з присутніх програма не була сюрпризом, бо почасти ними ж Гапон змушений був виробити її». На запитання робітників, як він збирається оприлюднити свою програму, Гапон відповів, що він не збирається її оприлюднити, а припускає спочатку розширити діяльність «Зборів», щоб в них увійшло якомога більше людей. Нараховуючи в своїх рядах тисячі і десятки тисяч людей, «Збори» перетвориться в таку силу, з якою за необхідності змушені будуть рахуватися і капіталісти, і уряд. Коли на ґрунті загального невдоволення виникне економічна страйк, тоді можна буде пред'явити уряду і політичні вимоги. Робітники погодилися з цим планом.
Після цього випадку Гапону вдалося подолати недовіру радикальних робітників, і вони погодилися допомагати йому. Вступивши в ряди «Зборів», Карелін і його товариші повели агітацію в масах за вступ в гапонівське суспільство, і його чисельність стала зростати. У той же час карелинці продовжували стежити, щоб Гапон не відступав від наміченої програми, і при кожному зручному випадку нагадували йому про взяті на себе зобов'язання.

## Кампанія земських петицій

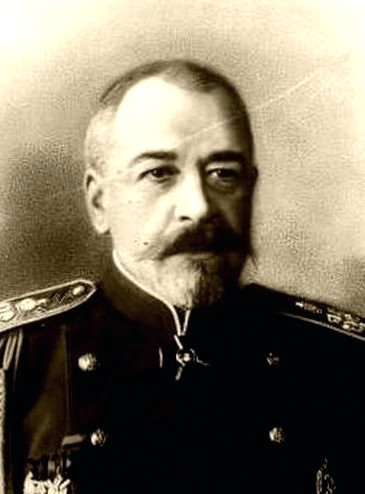
Міністр внутрішніх справ Петро Святополк-Мирський

Восени 1904 року з призначенням міністром внутрішніх справ П. Д. Святополка-Мирського в країні почалося політичне пробудження, яке отримало назву «весни Святополка-Мирського». У цей період активізувалася діяльність ліберальних сил, які вимагали обмеження самодержавства та введення конституції. На чолі ліберальної опозиції стояв створений в 1903 році «Союз визволення», що об'єднував широкі кола інтелігенції та земських діячів. З ініціативи «Союзу визволення» в листопаді 1904 року в країні почалася широкомасштабна кампанія земських петицій. Земства та інші громадські установи зверталися до вищої влади з петиціями або резолюціями, в яких закликали до введення в країні політичних свобод і народного представництва. Зразком такої резолюції стала Постанова Земського з'їзду, що відбулася в Петербурзі 6-9 листопада 1904 року. Внаслідок допущеного урядом ослаблення цензури тексти земських петицій проникали в друк і ставали предметом загального обговорення. Загальний політичний підйом став позначатися і на настроях робітників. «У наших колах до всього прислухалися, і все, що відбувається хвилювало і нас, — згадував один з робітників. — Свіжий струмінь повітря закружляв нам голови і одні збори змінювали інші». В оточенні Гапона стали говорити, чи не час і робітникам приєднатися до спільного голосу всієї Росії.
У тому ж місяці лідери петербурзького «Союзу звільнення» встановили контакт з керівництвом «Зборів російських фабрично-заводських робітників». На початку листопада 1904 року група представників «Союзу звільнення» зустрілася з Георгієм Гапоном і керівним гуртком «Збори». У зустрічі брали участь Е. Д. Кускова, С. М. Прокопович, В. Я. Яковлєв-Богучарский і ще дві людини. Вони запропонували Гапону і його робочим приєднатися до  кампанії і звернутися до влади з такою ж петицією, з якою виступали представники земств. Гапон з ентузіазмом схопився за цю ідею і обіцяв  вплинути на проведення її на зборах робітників. У той же час Гапон і його соратники наполягали на виступі зі своєю особливою, робочою петицією. У робітників було сильне бажання «запропонувати своє, з низів», — згадував учасник зустрічі О. Є. Карелін. Під час зустрічі, розглядався статут гапонівских «Зборів», звернули увагу на деякі  сумнівні параграфи. У відповідь Гапон заявив, «що статут — це тільки ширма, що справжня програма товариства інша, і попросив робочого принести вироблену ними резолюцію політичного характеру». Це була березнева «Програма п'яти». «Вже тоді було ясно, — згадувала одна з учасниць зустрічі, — що ці резолюції збігаються з резолюціями інтелігенції». Ознайомившись з гапонівською програмою, було заявлено, що слідувати такій  петиції, то  вже дуже небезпечно. «Що ж, добра штука, багато наробить галасу, підйом великий буде, — сказав Прокопович, — але тільки ж вас заарештують». — «Ну, і добре!» — відповіли робітники.
28 листопада 1904 року відбулися збори керівників відділів гапонівського суспільства, на якому Гапон висунув ідею виступу з робочою петицією. Присутні повинні були прийняти «Програму п'яти» під ім'ям петиції або резолюції для публічної заяви вимог робітників. Учасникам зборів пропонувалося зважити серйозність здійснюваного кроку і прийняту на себе відповідальність, або спокійно відійти в бік, давши слово честі мовчати. За підсумками наради було вирішено виступити з робочою петицією, однак питання про форму та зміст петиції залишали на розсуд Гапона. Головуючий на зборах М. М. Варнашов у своїх спогадах називає цю подію «змовою на виступ». Після цієї події керівники «Зборів» повели в масах агітацію за виступ з політичними вимогами. «Ми глухо впроваджували ідею виступу з петицією на кожному зібранні, в кожному відділі», — згадував О. Є. Карелін. На зборах робітників стали читатися і обговорюватися друковані в газетах земські петиції, а керівники «Зборів» давали їм тлумачення і пов'язували політичні вимоги з економічними потребами робітників.

## Боротьба за подачу петиції

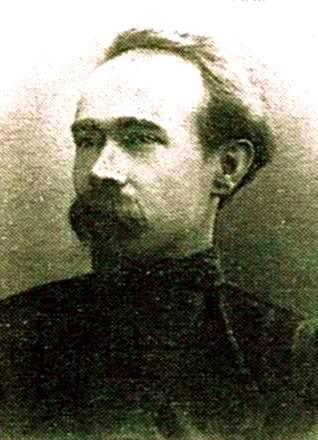
Робочий Олексій Карелін

В грудні 1904 року в керівництві «Зборів» стався розкол через питання про подачу петиції. Частина керівництва на чолі з Гапоном, бачачи неуспіх кампанії земських петицій, стала відкладати подачу петиції на майбутнє. До Гапона приєднувалися робітники Д. В. Кузін та М. М. Варнашов. Гапон був упевнений, що подача петиції, не підкріплена повстанням мас, призведе тільки до закриття «Зборів» та арешту його керівників. У розмовах з робітниками він заявляв, що петиція — це «мертве справа, заздалегідь підготована смерть», а прихильників негайної подачі петиції називав «швидкополітиками». В якості альтернативи Гапон пропонував розширити діяльність «Зборів», поширивши його вплив на інші міста, і тільки після цього виступати зі своїми вимогами. Спочатку він планував приурочити виступ до очікуваного падіння Порт-Артура, а потім переніс його на 19 лютого — річницю визволення селян при Олександрі II.
На противагу Гапону, інша частина керівництва на чолі з А. Е. Карєліним і В. В. Васильєвим наполягала на якнайшвидшому виступі з петицією. До них приєдналася внутрішня «опозиція» Гапону в «Зборах», представлена групою Кареліна і робітниками, які мали більш радикальний спосіб мислення. Вони вважали, що відповідний момент для подачі петиції настав і що робітники повинні діяти спільно з представниками інших класів. Цю групу робітників активно підтримували інтелігенти з «Союзу звільнення». Одним з пропагандистів ідеї петиції був помічник присяжного повіреного В. М. Фінкель, який читав в «Зборах» лекції з робочого питання. Будучи безпартійним, Фінкель був пов'язаний з петербурзькими меншовиками і лівим крилом «Союзу звільнення». У своїх виступах він говорив робітникам: «Земці, юристи та інші громадські діячі складають і подають петиції з викладом своїх вимог, а робітники залишаються байдужими до цього. Якщо вони цього не зроблять, то інші, отримавши що-небудь по своїм вимогам, про робітників не згадають, і вони залишаться без нічого».
Стурбований зростанням впливу Фінкеля, Гапон зажадав видалити його і інших інтелігентів з засідань керівного гуртка «Зборів», а в розмовах з робітниками став налаштовувати їх проти інтелігенції. «Інтелігенти кричать тільки через те, щоб захопити владу, після чого сядуть на нашу шию і на мужика, — переконував їх Гапон. — Це буде гірше самодержавства». У відповідь прихильники петиції вирішили діяти по-своєму. За спогадами В. І. Павлова, опозиція склала змову, що мала на меті «звалити Гапона з його п'єдесталу „робочого вождя“». Було вирішено, що, якщо Гапон відмовиться виступати з петицією, опозиція піде виступати без нього. Конфлікт у керівництві «Зборів» загострилася до межі, але був зупинений подіями, пов'язаними з Путилівським страйком.

## Економічні вимоги робітників

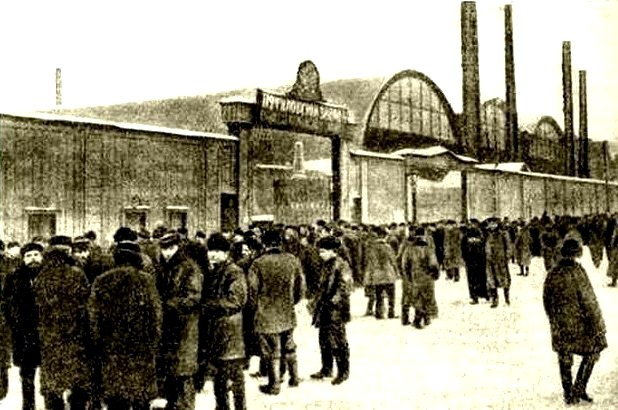
Страйкуючі робітники біля воріт Путилівського заводу

В грудні 1904 року на Путилівському заводі стався інцидент із звільненням чотирьох робітників, що перебували в гапонівських «Зборах». Спочатку цьому ніхто не надав великого значення, але потім поширився слух, що вони звільнені за свою приналежність до «Зборів». Це було сприйнято як виклик, кинутий Зборам з боку капіталістів, і на екстреному засіданні 27 грудня 1904 року на Василівському острові керівництвом «Зборів» було постановлено вимагати відновлення звільнених робітників. У разі невиконання вимог було вирішено оголосити на Путилівському заводі страйк, а при необхідності поширити її на всі заводи і фабрики Петербурга. На засіданні було також піднято питання про подачу петиції, і після палких суперечок було вирішено виступити з петицією в крайньому випадку, якщо економічні вимоги робітників не будуть задоволені. Вирішальним виявився виступ О. Є. Кареліна, який заявив, що подачею петиції робочі очистять себе від репутації «зубатівців». З цього моменту конфлікт між Гапоном і опозицією згас, і всі об'єдналися з приводу боротьби з заводчиками і фабрикантами. Сам Гапон розраховував, що вимоги робітників будуть задоволені і до подачі петиції справа не дійде.
3 січня на Путилівському заводі було оголошено страйк, а 5 січня вона була поширена на інші підприємства Петербурга. До 7 січня страйк поширилася на всі заводи і фабрики Петербурга і перетворилась у загальний. Початкова вимога поновити на роботі звільнених робітників змінилося списком широких економічних вимог, пред'явлених до адміністраціям заводів і фабрик. В умовах страйку кожен завод і кожна майстерня стали висувати свої економічні вимоги і пред'являти їх своїм адміністраціям. Щоб уніфікувати вимоги різних фабрик і заводів, керівництвом «Зборів» було складено стандартний список економічних вимог робітничого класу. Список був розмножений методом гектографірувания і в такому вигляді, за підписом Гапона, поширювався по всіх підприємствах Петербурга. 4 січня Гапон на чолі депутації робочих з'явився до директора Путилівського заводу С. В. Смирнова і ознайомив його зі списком вимог. На інших заводах депутації від робочих пред'являли аналогічний список вимог своєї адміністрації.
Стандартний список економічних вимог робітників включав в себе пункти: про восьмигодинний робочий день; про встановлення розцінок на вироби спільно з робітниками і з їх згоди; про створення спільної з робочими комісії по розбору претензій та скарг робітників на адміністрацію; про збільшення плати жінкам і чорноробочим до одного рубля в день; про скасування надурочних робіт; про шанобливе ставлення до робітників з боку медичного персоналу; про поліпшення санітарних умов майстерень та ін. Згодом всі ці вимоги були відтворені у вступній частині Петиції 9 січня 1905 року. Їх виклад передували словами: «Ми просили небагато, ми хотіли тільки того, без чого не життя, а каторга, вічна мука». Небажанням заводчиків виконати ці вимоги мотивувалися звернення до царя і вся політична частина петиції.

## Резолюція робітників про нагальні потреби

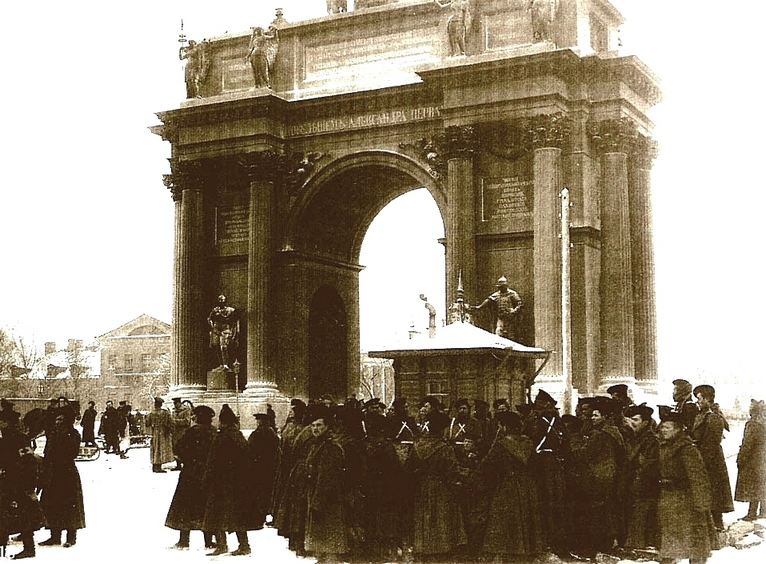
Солдати у Нарвських воріт напередодні 9 січня

4 січня Гапон і його співробітникам стало остаточно ясно, що заводчики не виконають економічних вимог та що страйк програно. Програш страйку був катастрофою для гапонівських «Зборів». Стало зрозуміло, що робоча маса не пробачить ватажкам нездійснених очікувань, а уряд закриє «Збори» і обрушить на його керівництво репресії. За словами фабричного інспектора С. П. Чижова, Гапон опинився в становищі людини, якій нікуди відступати. У цій ситуації Гапон і його помічники зважилися на крайні заходи — встати на шлях політики і звернутися за допомогою до самого царя.
5 січня, виступаючи в одному з відділів «Зборів», Гапон заявив, що якщо заводчики беруть верх над робітниками, то це тому, що на їх боці стоїть чиновницький уряд. То робітники повинні звернутися безпосередньо до царя, і вимагати його ліквідувати чиновницьке «посередництво» між ним і його народом. «Якщо існуючий уряд відвертається від нас в критичний момент нашого життя, якщо він не тільки не допомагає, але навіть стає на бік підприємців, — говорив Гапон, — то ми повинні вимагати знищення такого політичного ладу, при якому на нашу долю випадає тільки одне безправ'я. І відтепер так буде нашим гаслом: „Геть чиновницький уряд!“». З цього моменту страйк набув політичного характеру, та на порядок дня поставив питання про формулювання політичних вимог. Було ясно, що прихильники петиції взяли верх, і залишалося тільки підготувати цю петицію і пред'явити її цареві. Починаючи з 4-5 січня Гапон, з колишнього противника негайної подачі петиції, став її активним прихильником.
У той же день Гапон взявся за підготовку петиції. По домовленості, в основу петиції повинна була лягти березнева «Програма п'яти», що виражала загальні вимоги робітничого класу і давно розглядалася як таємна програма гапонівских «Зборів». 5 січня «Програма п'яти» була вперше оприлюднена і зачитувалася в зборах робітників в якості проекту петиції або резолюції для звернення до царя. Однак у програми був істотний недолік: вона містила тільки список вимог робітників без будь-яких передмов і пояснень до них. Необхідно було доповнити список текстом, що містив опис тяжкого становища робітників і мотивів, що спонукали їх звернутися з вимогами до царя. З цією метою Гапон звернувся до кількох представників інтелігенції, запропонувавши їм написати чернетку такого тексту.
Першим, до кого звернувся Гапон, був відомим журналістом і письменником С. Я. Стечкин, який писав у «Російської газеті» під псевдонімом Н. Строєв. 5 січня Стечкин зібрав у себе на квартирі на Гороховій вулиці групу партійних інтелігентів з числа меншовиків. За спогадами В. І. Павлова, з'явившись на квартиру на Гороховій, Гапон заявив, що «події розгортаються з вражаючою швидкістю, хода до Палацу неминуча, а у мене поки тільки всього і є…» — з цими словами він кинув на стіл три листка, записані червоним чорнилом. Це був проект петиції, а вірніше, все та ж «Програма п'яти», що зберігалася в незмінному вигляді з березня 1904 року. Ознайомившись з проектом, меншовики заявили, що для соціал-демократів така петиція неприйнятна, і Гапон запропонував їм внести до неї зміни або написати свій варіант петиції. У той же день меншовики разом зі Стечкиным склали свій проект петиції, що отримав назву «Резолюції робочих про їх нагальні потреби». Цей текст, витриманий в дусі партійних програм, був зачитаний в той же день в кількох відділах «Зборів», і під ним було зібрано кілька тисяч підписів. Центральним пунктом в ньому була вимога скликання Установчих зборів, містилися також вимоги політичної амністії, припинення війни і націоналізації фабрик, заводів і поміщицьких земель.

## Складання  гапонівської петиції

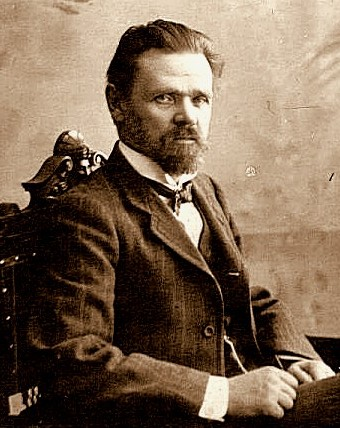
Історик Василь Богучарский

Написана меншовиками «Резолюції робітників про їх нагальні потреби» не задовольнила Гапона. Резолюція була написана сухою, діловою мовою, у ній відсутнє звернення до царя, а вимоги пред'являлися в категоричній формі. Як досвідчений проповідник, Гапон знав, що мова партійних революціонерів не знаходить відгуку в душі простого народу. Тому в ті ж дні, 5-6 січня, він звернувся з пропозицією написати чернетку петиції ще до трьом інтелігентам: одному з лідерів «Союзу звільнення» В. Я. Яковлєву-Богучарскому, письменнику і етнографу В. Р. Тану-Богоразу і журналісту газети «Наші дні» А. В. Матюшенскому. Історик В. Я. Яковлєв-Богучарский, отримав від Гапона проект петиції 6 січня, відмовився вносити в нього зміни на тій підставі, що під ним вже було зібрано не менше 7000 підписів робітників. Згодом він згадував про ці події, говорячи про себе в третій особі: «6 січня, в 7-8 годин вечора, один із знайомих з Гапоном звільненців (назвемо його хоч NN), отримавши відомості про те, що Гапон дає робітникам підписувати якусь петицію, вирушив у відділ на Виборзькій стороні, де й зустрівся з Гапоном. Останній одразу ж дав NN петицію, повідомивши, що під нею вже зібрано 7000 підписів (багато робітники продовжували давати свої підписи в присутності NN) і просив його проредагувати петицію і внести в неї зміни, які NN знайде потрібним. Взявши петицію до себе додому і проштудировавши її уважно, NN цілком переконався, — на чому наполягає і тепер найрішучішим чином, — що петиція ця являла собою лише розвиток тих тез, які NN бачив у Гапона в писаному вигляді ще в листопаді 1904 року. Петиція дійсно потребувала зміни, але, зважаючи на те, що під нею вже були зібрані підписи робітників, NN і його товариші не вважали себе вправі вносити хоча б найменші зміни. Тому петиція була повернута Гапону (на Церковну, 6) на наступний день (7 січня) до 12 год. дня в тому самому вигляді, в якому вона була отримана від Гапона напередодні».
Два інших представника інтелігенції, які отримали проект петиції, виявилися поступливішими Богучарського. За деякими даними, один з варіантів тексту був написаний В. Р. Таном-Богоразом, проте і його зміст, і подальша доля залишилися невідомими. Останній варіант тексту був написаний співробітником «Наших днів» журналістом А. В. Матюшенским. Матюшенский був відомий як автор статей про життя бакинських робочих і бакинської робочої страйку. 6 січня він помістив в газетах своє інтерв'ю з директором Путилівського заводу С. В. Смирновим, чим і привернув увагу Гапона. Деякі джерела стверджують, що саме текст, написаний Матюшенским, Гапон взяв за основу при складанні своїй петиції. Сам Матюшенский згодом заявляв, що петиція написана ним, однак у істориків ця заява викликає  сумніви.
На думку дослідника петиції А. А. Шилова, її текст написаний у стилі церковної риторики, що явно вказує на авторство Гапона, який звик до подібних проповідей-міркувань. Авторство Гапона встановлюється також свідченнями учасників подій 9 січня. Так, робітник В. А. Янів, голова Нарвського відділу «Збори», на запитання слідчого про петицію відповідав: «Писана вона була рукою Гапона, була завжди при ньому, і він її часто переробляв». Голова Коломенського відділу «Зборів» В. М. Харитонов, в дні перед 9 січня не розлучався з Гапоном, стверджував, що написана вона була Гапоном, а Матюшенский тільки поправив стиль на початку і наприкінці тексту. А скарбник «Зборів» О. Є. Карелін у своїх спогадах вказував на те, що петиція була написана характерним гапонівським стилем: «Цей гапонівський стиль є особливий. Це склад простий, ясний, точний, хапає за душу, як його голос». Не виключено, однак, що Гапон все ж використав чернетка Матюшенского при складанні свого тексту, але прямих доказів цього немає.
Так чи інакше, в ніч з 6 на 7 січня Гапон, ознайомившись з варіантами, запропонованими йому інтелігентами, відкинув їх всі і написав свій власний варіант петиції, який і увійшов в історію під ім'ям Петиції 9 січня 1905 року. В основу петиції була покладена березнева «Програма п'яти», що увійшла в першу редакцію тексту без змін. На початку до неї було додано велику передмову, що містить звернення до царя, опис тяжкого становища робітників, їх безуспішної боротьби з фабрикантами, вимога усунути владу чиновників і запровадити народне представництво в формі Установчих зборів. А в кінці був доданий заклик до царя вийти до народу і прийняти петицію. Цей текст читався у відділах «Зборів» 7, 8 і 9 січня, і під ним були зібрані десятки тисяч підписів. При обговоренні петиції 7 та 8 січня до неї продовжували вносити деякі поправки і доповнення, в результаті чого остаточний текст петиції прийняв більше всенародний характер. 8 січня цей останній, відредагований текст петиції був видрукуваний на машинці в кількості 12 примірників: один для самого Гапона і по одному — для 11 відділів «Зборів». Саме з цим текстом петиції робітники йшли до царя 9 січня 1905 року. Один з примірників тексту, за підписом Гапона і робочого В. В. Васильєва, зберігався згодом у Ленінградському музеї революції.

## Структура і зміст петиції

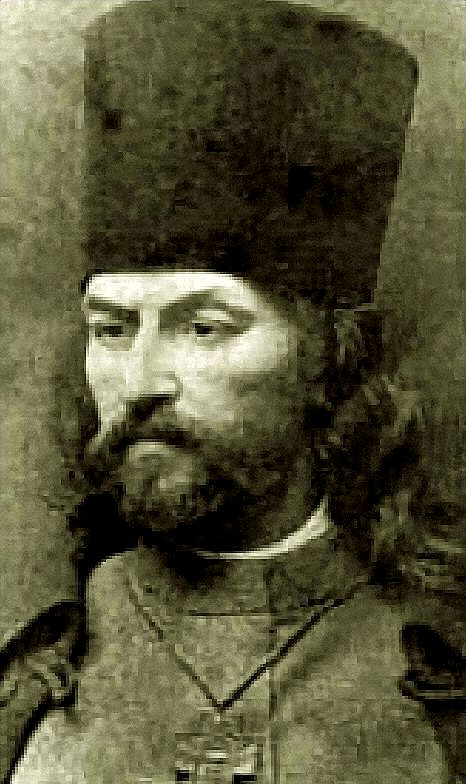
Священник Георгій Гапон

По своїй структурі текст гапонівської петиції ділився на три частини. Перша частина петиції починалася зверненням до царя. Відповідно до біблійної і давньоруської традиції, петиція зверталася до нього на «Ти» і сповіщав його про те, що робітники і жителі Петербурга прийшли до нього шукати правди і захисту. Далі говорилося в петиції про тяжке становище робітників, їхні злидні і пригноблення, а становище робітників порівнювалося з положенням рабів, що повинні терпіти свою гірку долю і мовчати. Говорилося також, що робітники терпіли, але їхнє становище ставало все гірше і гірше, і їх терпінню прийшов кінець. «Для нас прийшов той страшний момент, коли краще смерть, ніж продовження нестерпних мук».
Потім петиція викладала історію позовів робітників до заводчиків і фабрикантів. Потім викладався список вимог, пред'явлених робітниками своїм господарям під час січневої страйку. Говорилося, що ці вимоги були незначними, але господарі відмовили робітникам навіть в їх задоволенні. Далі петиція вказувала на мотив відмови, що складався в тому, що вимоги робітників були визнані не відповідними закону. Говорилося, що, з точки зору господарів, будь-яке  прохання робітників виявлялася злочином, а їх бажання поліпшити своє становище — неприпустимою зухвалістю.
Після цього петиція переходила до головної тези —  вказівка на безправ'я робітників як головну причину їх пригнічення господарями. Говорилося, що за робітниками, як і за всім російським народом, не визнають жодного людського права, навіть права говорити, думати, збиратися, обговорювати свої потреби і вживати заходів до поліпшення свого становища. Згадувалося про репресії щодо людей, які виступали на захист інтересів робітничого класу. Потім петиція знову зверталася до царя і вказувала йому на божественне походження царської влади і протиріччя, що існує між людськими і божеськими законами. Стверджувалося, що існуючі закони суперечать божественним встановленням, що вони несправедливі і що при таких законах простому народу неможливо жити. «Чи Не краще вмерти, — померти всім нам, трудящим людям всієї Росії? Нехай живуть і насолоджуються капіталісти і чиновники-казнокради, грабіжники російського народу». Нарешті, вказувалася і причина несправедливих законів — засилля чиновників, які узурпували владу і перетворилися в посередників між царем і його народом.
Потім петиція переходила до своєї другої частини — до викладення вимог, з якими робітники прийшли до стін царського палацу. Головною вимогою робочих оголошувалося знищення влади чиновників, що стали стіною між царем і його народом, і допущення народу до управління державою. Говорилося, що Росія занадто велика, а її потреби дуже різноманітні і численні, щоб одні чиновники могли управляти нею. З цього робився висновок про необхідність народного представництва. «Необхідно, щоб сам народ допомагав собі, адже йому тільки й відомі справжні його потреби». Царя закликали негайно скликати народних представників від усіх класів і всіх станів — робітників, капіталістів, чиновників, духовенства, інтелігенції — і обрати Установчі збори на основі загального, прямого, таємного і рівного голосування. Ця вимога оголошувалася головним проханням робітників, «в якій і на якій ґрунтується все», і головними ліками проти хворих ран.
Далі на вимогу народного представництва приєднувався список додаткових вимог, необхідних для лікування народних ран. Цей список представляв собою виклад березневої «Програми п'яти», що увійшла в першу редакцію петиції без змін. Список складався з трьох параграфів: I. Заходи проти невігластва і безправ'я російського народу, II. Заходи проти зубожіння народу і III. Заходи проти гніту капіталу над працею.
Перший параграф — Заходи проти невігластва і безправ'я російського народу — включав в себе наступні пункти: свобода і недоторканість особи, свобода слова, свобода друку, свобода зборів, свобода совісті в справі релігії; загальна і обов'язкова народна освіта за державний рахунок; відповідальність міністрів перед народом і гарантія законності управління; рівність перед законом усіх без винятку; негайне повернення всіх постраждалих за переконання. Другий параграф — Заходи проти зубожіння народу — включав такі пункти: скасування непрямих податків і заміна їх прямим, прогресивним і прибутковим податком; скасування викупних платежів, дешевий кредит і поступова передача земель народу. Нарешті, в третій параграф — Заходи проти гніту капіталу над працею — пункти входили: охорона праці законом; свобода споживацько-продуктивних та професійних робітничих спілок; восьмигодинний робочий день і нормування понаднормових робіт; свобода боротьби праці з капіталом; участь представників робочого класу в виробленням законопроекту про державне страхування робітників; нормальна заробітна плата.
У другій, останній редакції петиції, з якою робітники йшли до царя, 9 січня, до цих вимог було додано ще кілька пунктів, зокрема: відділення церкви від держави; виконання замовлень військового і морського відомства в Росії, а не за кордоном; припинення війни з волі народу; скасування інституту фабричних інспекторів. В результаті загальна кількість вимог збільшилася до 17 пунктів, причому деякі з вимог було посилено додаванням слова «негайно».
За списком вимог йшла остання, заключна частина петиції. У ній містилося чергове звернення до царя з закликом прийняти петицію і виконати її вимоги, причому від царя вимагали не лише прийняти, а й поклястися у їх виконанні. «Повели і присягни виконати їх, і Ти зробиш Росію щасливою і славною, а ім'я своє викарбуєш в серцях наших і наших нащадків на вічні часи». В іншому випадку робітники висловлювали готовність померти біля стін царського палацу. «А не накажеш, не відгукнешся на нашу благання, — ми помремо тут, на цій площі, перед твоїм палацом. Нам нікуди більше йти і нема чого! У нас тільки два шляхи — або до свободи і щастя, або в могилу». Ця частина закінчувалася вираженням готовності принести своє життя в жертву для настраждався Росії і твердженням, що робітникам не шкода цієї жертви і вони охоче приносять її.

## Читання і збір підписів під петицією

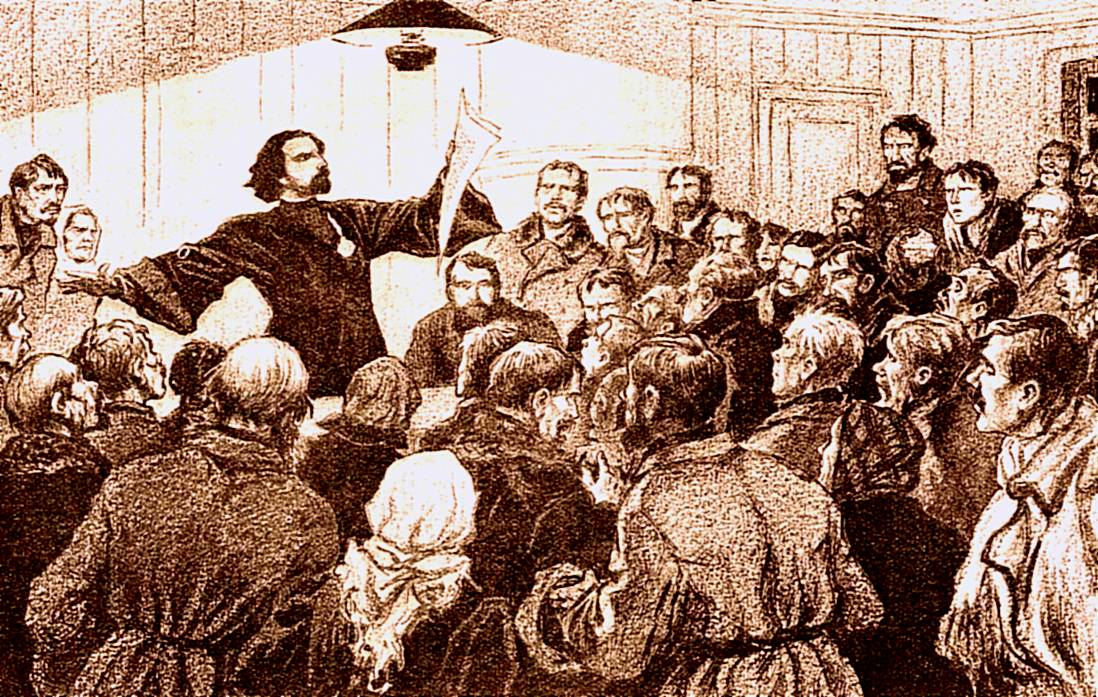
«Гапон читає петицію на зборах робітників». Малюнок невідомого художника.

Починаючи з 7 січня гапонівська петиція читалася у всіх відділах робочого «Зборів». До цього часу в Петербурзі було 11 відділів «Зборів»: Виборзький, Нарвський, Васілеостровскій, Коломенський, Різдвяний, Петербург, Невський, Московський, Гаваньський, Колпінський і на Обвідному каналі. У деяких відділах петицію читав сам Гапон, в інших місцях читання здійснювалося головами відділів, їх помічниками і рядовими активістами «Зборів». У ці дні гапонівські відділи стали місцем масового паломництва петербурзьких робітників. Люди йшли з усіх районів, щоб послухати промови, у яких вперше в житті у простих словах відкривалася політична мудрість. У ці дні з робочого середовища висунулося безліч ораторів, які вміли говорити зрозумілою народним масам мовою. Вервечки людей приходили у відділи, заслуховували петицію і ставили під нею свої підписи, а потім йшли, поступаючись місцем іншим. Відділи стали центрами робочої життя Петербурга. За словами очевидців, місто нагадував один масовий мітинг, на якому панувала така широка свобода слова, який ніколи не бачив Петербург.
Зазвичай читання петиції здійснювалося наступним чином. У приміщення відділу впускалась чергова партія людей, після чого один з ораторів виголосив вступну промову, а інший починав читання петиції. Коли читання доходило до конкретних пунктів петиції, оратор давав кожному пункту докладне тлумачення, а потім звертався до аудиторії з питанням: «Правильно, товариші?» або «Так, товариші?» — «Вірно!.. Так!..» — хором відповідала натовп. У тих випадках, коли натовп не давав єдиної відповіді, спірний пункт тлумачився знову і знову, поки аудиторія не наводилася до згоди. Після цього тлумачився наступний пункт, потім третій і так до кінця. Досягнувши згоди зі всіма пунктами, оратор читав заключну частину петиції, в якій йшлося про готовність робочих померти біля стін царського палацу, якщо їх вимоги не будуть виконані. Потім він звертався до аудиторії з питанням: «чи ви Готові стояти за ці вимоги до кінця? Чи готові ви померти за них? Присягати ви в це?» — І натовп хором відповідала: «Клянемося!.. Помремо всі, як один!..» Такі сцени відбувалися у всіх відділах «Зборів». За численними свідченнями, у відділах панувала атмосфера релігійної екзальтації: люди плакали, билися кулаками об стіни і клялися з'явитися на площу і померти за правду і свободу.
Найбільше збудження панувало там, де виступав сам Гапон. Гапон роз'їжджав по всім відділам «Зборів», опановував аудиторією, читав і тлумачив петицію. Закінчуючи читання петиції, він говорив, що якщо цар не вийде до робітників і не прийме петицію, то він більше не цар: «Тоді я перший скажу, що у нас немає царя». Виступів Гапона очікували на жорстокому морозі по багато годин. В Невському відділі, куди він приїхав увечері 7 січня, зібралася багатотисячна юрба, яка не могла вміститися в приміщення відділу. Гапон разом з головою відділу вийшов у двір, встав на бак з водою і при світлі смолоскипів став тлумачити петицію. Багатотисячна юрба робітників слухала в могильній тиші, боячись пропустити хоча б одне слово оратора. Коли Гапон закінчив читання словами: «Нехай наше життя буде жертвою для стражденної Росії. Нам не шкода цієї жертви, ми охоче приносимо її!» — весь натовп, як один, вигукнув: «Нехай!.. Не шкода!.. Помремо!..» А після слів, що якщо цар не прийме робітників, то «такого царя нам не треба», пролунав багатотисячний гул: «Так!.. Не треба!..»
Подібні сцени відбувалися у всіх відділах «Зборів», через які в ці дні пройшли десятки тисяч людей. В Василеостровському відділі один літній оратор казав: «Товариші, чи пам'ятаєте ви Мініна, який звернувся до народу, щоб врятувати Русь! Але від кого? Від поляків. Тепер ми повинні врятувати Русь від чиновників… Я перший піду, в перших рядах, і коли ми впадемо, другі ряди за нами. Але не може бути, щоб він велів в нас стріляти…» Напередодні 9 січня у всіх відділах вже говорилося про те, що цар може не прийняти робітників і вислати проти них солдатів. Однак це не зупинило робітників, а додало всьому рухові характер якогось релігійного екстазу. У всіх відділах «Зборів» до 9 січня тривав збір підписів під петицією. Робочі настільки вірили в силу свого підпису, що надавали їй магічне значення. До столу, де збиралися підписи, на руках приносили хворих, старих та інвалідів для здійснення цього «святого акту». Загальна кількість зібраних підписів невідомо, але воно обчислювалося десятками тисяч. Тільки в одному відділі журналіст Н. Симбірський нарахував близько 40 тисяч підписів. Листки з підписами робочих зберігалися в історика Н. П. Павлова-Сільванського, а після його смерті в 1908 році були вилучені поліцією. Їх подальша доля невідома.

## Петиція і царський уряд

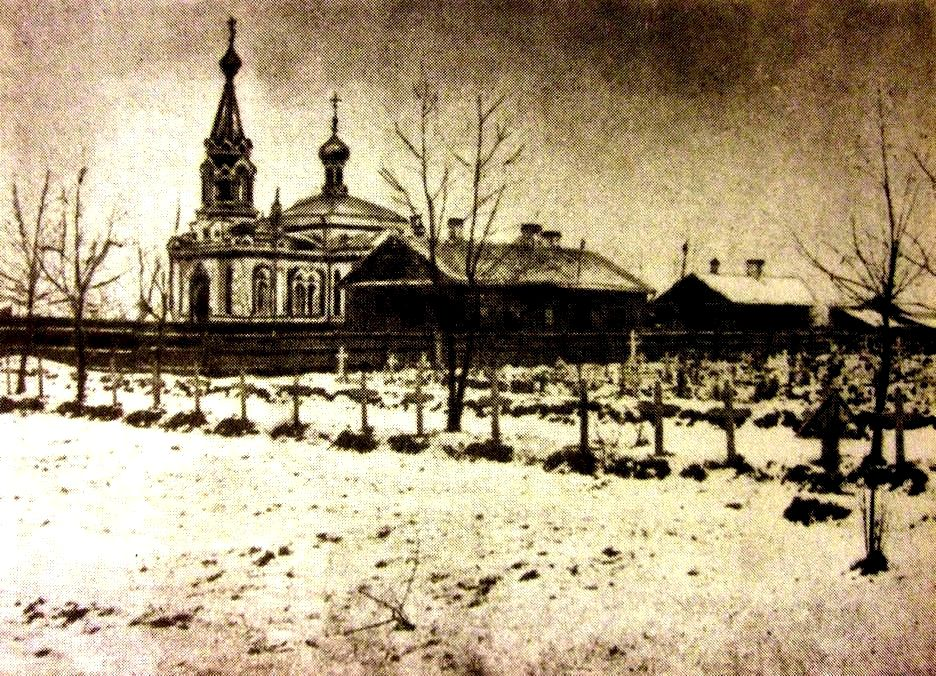
Могили жертв «Кривавої неділі» на Преображенському цвинтарі під Петербургом

Царський уряд довідався про зміст гапонівської петиції не пізніше 7 січня. Цього дня Гапон з'явився на прийом до міністра юстиції Н. В. Муравйова і вручив йому один зі списків петиції. Міністр здивував Гапона повідомленням, що у нього вже є такий текст. За спогадами Гапона, міністр звернувся до нього з питанням: «Скажіть мені відверто, що все це значить?» — Взявши з міністра чесне слово, що той його не заарештує, Гапон звернувся до нього з гарячою промовою. У своїй промові він малював тяжке становище робітничого класу і говорив про неминучість політичних реформ в Росії. Він переконував міністра упасти в ноги царю і благати його прийняти петицію, обіцяючи, що його ім'я буде записано в аннали історії. Однак Муравйов не підтримав Гапона, відповівши, що у нього є свої обов'язки, яким він залишиться вірним. Тоді Гапон попросив зв'язати його по телефону з міністром внутрішніх справ П. Д. Святополк-Мирських. Але останній взагалі відмовився розмовляти зі священиком. Згодом Святополк-Мирський пояснював свою відмову розмовляти з Гапоном тим, що не знав його особисто.
На другий день, 8 січня, відбулося засідання уряду, на якому зібралися вищі чиновники держави. До цього часу всі члени уряду ознайомилися з текстом гапонівської петиції. В канцелярії міністерства внутрішніх справ було доставлено кілька примірників. На засіданні міністр юстиції Муравйов повідомив присутніх про свою зустріч з Гапоном. Міністр характеризував Гапона як затятого революціонера і переконаного до фанатизму соціаліста. Муравйов висунув пропозицію заарештувати Гапона і тим самим обезголовити рух. Муравйова підтримав міністр фінансів В. М. Коковцов. Міністр внутрішніх справ Святополк-Мирський і градоначальник І. А. Фуллон слабо заперечували. На засіданні було вирішено заарештувати Гапона і виставити загородження з військ, щоб не допустити робітників до царського палацу. Потім Святополк-Мирський відправився до царя Миколи II в Царське село і ознайомив його з вмістом петиції. Зі слів Муравйова міністр характеризував Гапона як «соціаліста» і доповів про вжиті заходи. Микола записав у своєму щоденнику. Судячи із записів царя, повідомлення міністра носили заспокійливий характер.
За численними свідченнями, ніхто в уряді не припускав, що в робочих доведеться стріляти. Всі були впевнені, що натовп вдасться розігнати поліцейськими заходами. Питання про прийняття петиції навіть не ставилося. Зміст петиції, яка вимагала обмеження самодержавства, робило її неприйнятною для влади. В урядовій доповіді політичні вимоги петиції характеризувалися як «зухвалі». Сама поява петиції була для уряду несподіванкою і застала його зненацька. Заступник міністра фінансів в. І. Тімірязєв, який брав участь у засіданні 8 січня, згадував: «Ніхто не очікував такого явища, та й де ж бачено, щоб у двадцять чотири години зібрати півторастатисячний натовп до палацу і щоб їй двадцять чотири години дати Установчі збори, — адже це небачена справа, зробити все відразу. Ми всі розгубилися і не знали, що робити». Влада не врахували ні масштабу подій, ні наслідків можливої стрілянини в беззбройний народ. Через розгубленість уряду ініціатива перейшла до рук військової влади. Вранці 9 січня 1905 року маси робітників на чолі з Гапоном рушили з різних кінців міста до Зимового палацу. На підступах до центру вони були зустрінуті військовими підрозділами і розсіяні кавалерією і рушничного стріляниною. Цей день увійшов в історію під ім'ям «Кривавого неділі» і поклав початок Першої російської революції. Через рік, у січні 1906 року, в листі до міністра внутрішніх справ Георгій Гапон писав: «9 січня відбулося, на жаль, не для того, щоб послужити вихідним пунктом оновлення Росії мирним шляхом, під керівництвом Государя із збільшеним його авторитету, а для того, щоб послужити вихідним пунктом — початку революції».

## Петиція в оцінках сучасників

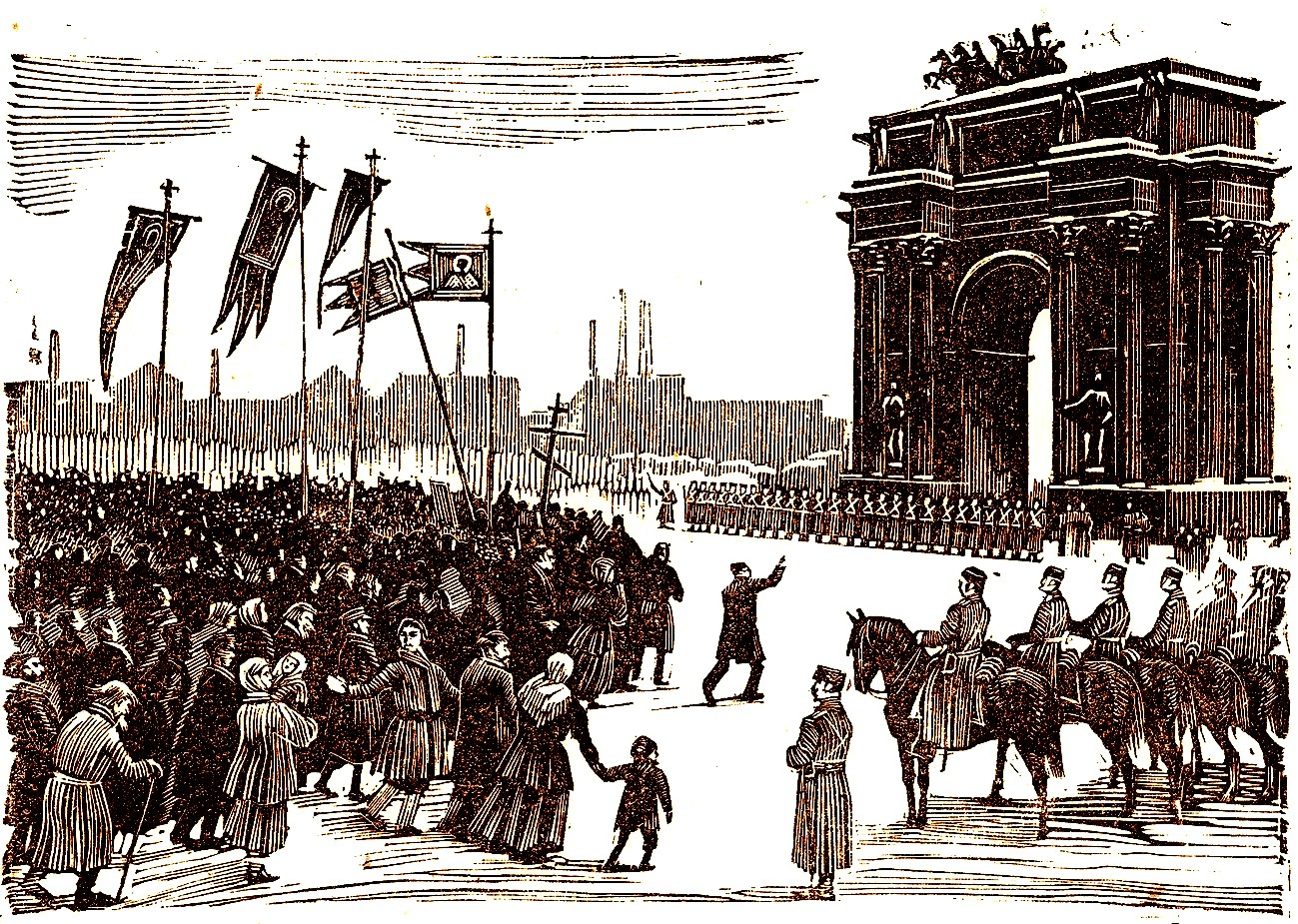
Ранок 9 січня у Нарвських воріт. Гравюра

Петиція 9 січня 1905 року не була опублікована в жодному легальному російському виданні. Складання петиції відбувалося в умовах загального страйку, в яку були втягнуті всі підприємства Петербурга. 7 січня застрайкували всі друкарні, і в столиці припинився випуск газет. 7 та 8 січня Гапон вів переговори з видавцями, обіцяючи поставити на роботу друкарських робітників, якщо видавці візьмуться надрукувати петицію. Передбачалося, що вона з'явиться у всіх газетах і розійдеться по Петербургу багатотисячними тиражами. Однак цей план не був здійснений через брак часу. Після 9 січня, коли почали виходити газети, уряд заборонило розміщувати в них які-небудь матеріали про події, що відбулися, крім офіційних повідомлень.
У результаті для  більшості населення Росії зміст петиції залишився невідомим. За спогадами одного з чиновників, розпорядження не друкувати петицію виходила від міністра внутрішніх справ. Чиновник з жалем відзначав, що неоприлюднення петиції дало привід для чуток, ніби робітники йшли до царя з скаргою на свій малий заробіток, а не з політичними вимогами. У той же час текст петиції в першій редакції був опублікований в ряді нелегальних видань — в журналі «Звільнення», в газетах «Іскра», «Вперед» і «Революційна Росія», а також в іноземній пресі. Представники революційної та ліберальної інтелігенції обговорювали петицію і давали їй різні оцінки.
Ліберали у своїх коментарях вказували на тотожність вимог петиції з вимогами земських резолюцій кінця 1904 року. На переконання лібералів, петиція знаменувала приєднання робітників до голосу громадськості, яка вимагала народного представництва і політичних свобод. Представники революційних партій, навпаки, знаходили в петиції вплив революційної пропаганди. В газетах соціал-демократів стверджувалося, що політичні вимоги петиції тотожні програмі-мінімум соціал-демократів і написані під їх впливом. В. І. Ленін називав петицію «надзвичайно цікавим заломленням в умах маси або її малосвідомих вождів програми соціал-демократії». Висловлювалося припущення, що петиція стала результатом угоди між Гапоном і соціал-демократами, які наполягли на включенні в неї політичних вимог в обмін на свою лояльність до гапонівського руху. На відміну від лібералів, соціал-демократи підкреслювали революційний характер вимог петиції. Л. Д. Троцький писав, що в урочистих нотах петиції «загроза пролетарів заглушала прохання підданих». За словами Троцького, «петиція не тільки протиставила розпливчатою фразеології ліберальних резолюцій відточені гасла політичної демократії, але і вливала в них класове зміст своїми вимогами свободи страйків і восьмигодинного робочого дня».
У той же час революціонери підкреслювали двоїстий характер петиції, протиріччя між формою та змістом. У листівці Петербурзького комітету РСДРП від 8 січня говорилося, що вимоги петиції припускають повалення самодержавства, а тому безглуздо звертатися з ними до царя. Цар і його чиновники не можуть відмовитися від своїх привілеїв. Свобода не дається даром, вона завойовується з зброєю в руках. Анархіст В. М. Волін зазначав, що петиція у своїй остаточній формі представляла собою найбільший історичний парадокс. «При всій лояльності до царя від нього вимагалося ні більше ні менше, як дозволить — і навіть зробити — революцію, яка в кінцевому підсумку позбавила б його влади… Рішуче, це було запрошення до самогубства». Подібні судження висловлювалися й лібералами.
Всі коментатори відзначали велику внутрішню силу петиції, її вплив на широкі народні маси. Французький журналіст Е. Авенар писав: «Резолюції ліберальних бенкетів, навіть резолюції земств здаються такими блідими поруч з петицією, яку робітники спробують завтра запропонувати царю. Вона сповнена благоговійної та трагічної важливості».. Петербурзький меншовик І. Н. Кубиків згадував: «Складена була ця петиція талановито у сенсі пристосування її стилю до рівня і настрою петербурзьких робітників мас того часу, і її чарівне дію на самого сірого слухача з повною очевидністю відбивалося на обличчях робітників і їх дружин». Більшовик Д. Ф. Цвіркунів називав петицію «кращим художньо-історичним документом, у якому відбилися, як у дзеркалі, всі настрої, що охопили робітників у цей час». «Дивні, але сильні ноти чулися в цьому історичному документі», — згадував есер Н. С. Русанов. А за словами есера В. Ф. Гончарова, петиція була «документом, що проводила величезну, революціонізуючий вплив на робочу масу». Багато підкреслювали практичне значення петиції. «Її історичне значення, однак, не в тексті, а у факті, — зазначав Л. Троцький. Петиція була тільки введенням до дії, яке об'єднало робочі маси примарою ідеальної монархії, — об'єднало для того, щоб негайно ж протиставити пролетаріат і реальну монархію, як двох смертельних ворогів».

## Історичне значення
Події 9 січня 1905 року стали початком Першої російської революції. А вже через дев'ять місяців, 17 жовтня 1905 року імператор Микола II підписав Маніфест, який дарував жителям Росії політичні свободи. Маніфест 17 жовтня задовольняв основні вимоги, виставлені в Петиції 9 січня. Маніфест дарував населенню недоторканість особи, свободу совісті, свободу слова, свободу зібрань та свободу спілок. Маніфест засновував народне представництво у формі Державної Думи і дарував виборче право всім станам. Він визнавав за народними представниками право затверджувати закони і наглядати за законністю дій влади. Сучасники відзначали зв'язок між подіями 9 січня і Маніфестом 17 жовтня. Журналіст Н. Симбірський у річницю «Кривавої неділі» писав: «Робітники в цей день пішли добувати свободу російського народу своїми грудьми… І здобули, вистеливши трупами своїх кращих борців вулиці Петербурга…» Оглядач газети «Слово» зазначав: «Не смерть несла з собою ця маса, не руйнування готували ці герої, вони несли петицію про свободу, тієї самої свободи, яка тепер тільки мало-помалу реалізується». А головний автор петиції, Георгій Гапон, у відкритому листі до громадян нагадував, що робітники, герої 9 січня, «своєю кров'ю проклали вам, громадянам Росії, широку дорогу до свободи».
Сучасники відзначали історичну унікальність Петиції 9 січня 1905 року. З одного боку, вона була витримана в дусі вірнопідданного прохання, зверненого до монарха. З іншого боку, вона містила революційні вимоги, виконання яких означало повне перетворення соціального і політичного ладу держави. Петиція стала історичною віхою між двома епохами. Вона була останньою в російській історії чолобитною і одночасно — першою революційної програмою, винесеною на площу сотнями тисяч людей. Більшовик Д. Ф. Сверчков, порівнюючи петицію з програмою соціал-демократичної партії, писав: «І ось, вперше в історії світу, програма революційної робочої партії була написана не в прокламації, спрямованої проти царя, а в смиренній петиції, повної любові та поваги до цього самого царя. Вперше ця програма була винесена на вулицю сотнями тисяч трудящих не під червоними прапорами революції, а під церковними хоругвами, іконами і царськими портретами, вперше під час ходи підписали цю петицію робочих лунало спів не „Інтернаціоналу“ або робочої марсельєзи, а молитви „Спаси, Господи, люди Твоя…“, вперше на чолі цієї небувалої за кількістю що беруть участь, революційної по суті і мирної за формою демонстрації йшов священник в одязі та з хрестом у руках… Такого ходи ніколи доти не бачила жодна країна і жодна епоха».
Один з лідерів «Союзу звільнення» Е. Д. Кускова назвала петицію російської народною хартією. «У хартії докладно перераховувалися права народу, які належало закріпити за ним, як невід'ємні права… Народившись під кулями неупередженої армії, російська народна хартія йде з тих пір всякими шляхами до свого провадження… Тихо сплять мученики 9 січня у своїх могилах. Пам'ять про них довго буде жити в народній свідомості і довго ще вони, мертві, будуть вказувати шлях живим: до народної хартії, яку вони несли і за яку загинули…»

## Текст петиції
- Петиция рабочих Санкт-Петербурга для подачи царю Николаю II :  [рос.] // Красная летопись. — Л., 1925. — № 2. — С. 30—31.
- Петиция рабочих и жителей Санкт-Петербурга для подачи царю Николаю II :  [рос.] // Красная летопись. — Л., 1925. — № 2. — С. 33—35.
- Петиция рабочих и жителей Санкт-Петербурга (рос.). Архів оригіналу за 24 лютого 2015. 09.01.1905. Проект Российского военно-исторического общества[ru] «100 главных документов российской истории».